# Напад на биоскоп 20. октобар у Београду
Напад на биоскоп „20. октобар” у Београду је био терористички напад на цивиле који се одиграо 13. јула 1968. у тадашњем биоскопу у Балканској улици за време приказивања филма Рифифи у Панами. Бомба је експлодирала средином представе, за коју је нападач купио редовну улазницу и коју је напустио после постављања бомбе у 16. реду. У нападу је погинула једна особа, Саво Чучуревић, а повређено 86 (према неким изворима 76), међу њима студенткиња Магдалена Новаковић, која је изгубила обе ноге. За напад је осумњичен Миљенко Хркач, члан усташке организације Хрватско револуционарно братство, који је ухапшен октобра 1969. године. После три суђења у Београду, овај је погубљен 10. јануара 1978. године.
Овај напад и прво суђење нападачу су тема документарног филма Терористи Крста Шканате.